# مارك ر. كلاب
مارك ر. كلاب هو فلاح وسياسي أمريكي، ولد في 3 مارس 1803، وتوفي في 23 أبريل 1891.